# Manuel Pérez Álvarez
Manuel Pérez Álvarez (ur. 3 grudnia 1946 w Sober) – hiszpański polityk, samorządowiec, w latach 1999–2004 eurodeputowany V kadencji.

## Życiorys
Ukończył studia prawnicze na Uniwersytecie w Santiago de Compostela. Kształcił się również w zakresie rachunkowości. Był urzędnikiem w inspekcji pracy. W 1987 został radnym Vigo. W latach 1989–1995 posłował do regionalnego parlamentu w Galicji. Przez następne cztery lata sprawował urząd burmistrza Vigo. Jednocześnie od 1996 do 1998 wchodził w skład hiszpańskiego Senatu.
W wyborach w 1999 z listy Partii Ludowej uzyskał mandat posła do Parlamentu Europejskiego V kadencji. Należał do grupy chadeckiej, pracował w Komisji Zatrudnienia i Spraw Socjalnych oraz w Komisji Rybołówstwa. W PE zasiadał do 2004.